# Meike Schlecker
Meike Schlecker (* 15. Oktober 1973) ist eine deutsche Unternehmerin. Sie war in dem von ihrem Vater Anton Schlecker gegründeten Drogerie-Unternehmen Schlecker tätig.

## Leben
Am 23. Dezember 1987 wurden Meike und Lars, die Kinder von Christa und Anton Schlecker, vor der Villa der Familie im baden-württembergischen Ehingen von Herbert Franz Jacoby, Wilhelm Hudelmaier und Dieter Hudelmaier entführt. Am nächsten Tag kamen sie nach der Zahlung von 9,6 Millionen DM Lösegeld wieder frei. Die drei Entführer wurden 1999 zu hohen Freiheitsstrafen verurteilt.
Schlecker absolvierte ihr Abitur an der evangelischen Internatsschule Urspringschule in Schelklingen und studierte bis 2003 Betriebswirtschaftslehre an der IESE Business School in Barcelona.
Etwa seit 2000 war sie im elterlichen Unternehmen tätig, unter anderem in der Geschäftsführung. Im November 2010 trat sie mit ihrem Bruder Lars Schlecker an die Öffentlichkeit und gab bekannt, künftig gemeinsam für die Unternehmenskommunikation zuständig zu sein.
Am 30. Januar 2012 trat Meike Schlecker im Namen der Familie vor die Presse, um die Insolvenz der Drogeriemarktkette und das Ende des Familienreichtums zu verkünden. Es war der erste öffentliche Auftritt eines Mitglieds aus der Gründerfamilie in 20 Jahren Firmengeschichte. Aufgrund des Abschlusses des Insolvenzverfahrens kann Meike Schlecker in keiner verantwortlichen Funktion des ehemaligen deutschen Schlecker-Unternehmens sein und büßte rechtliche Befugnisse ein, da solche mit Insolvenzeröffnung an den Insolvenzverwalter Arndt Geiwitz übergingen.
Gemeinsam mit ihrem Bruder war Meike Schlecker auch Gesellschafterin der anschließend insolventen Unternehmen LDG Logistik- und Dienstleistungsgesellschaft mbH und BDG Bau- und Dienstleistungsgesellschaft mbH.

## Freiheitsstrafe
Am 13. April 2016 erhob die Staatsanwaltschaft Stuttgart Anklage gegen Meike Schlecker zusammen mit ihren Eltern und ihrem Bruder wegen Beihilfe zum vorsätzlichen Bankrott, Insolvenzverschleppung und Untreue, da sie vor Bekanntgabe der Insolvenz 2012 Millionenbeträge beiseitegeschafft haben sollen. Am 27. November 2017 wurde sie vom Landgericht Stuttgart zu zwei Jahren und acht Monaten Freiheitsstrafe verurteilt. Am darauffolgenden Tag legte sie Revision gegen das Urteil ein. Am 25. April 2019 wurde durch den Bundesgerichtshof die Revision verworfen und Meike Schlecker rechtskräftig zu einer Haftstrafe von zwei Jahren und sieben Monaten verurteilt. Nach freiwilliger Rückkehr von ihrem Londoner Aufenthaltsort nach Deutschland und anschließend erfolgter Inhaftierung wurde Meike Schlecker Ende Juli 2019 in die JVA Reinickendorf verlegt. Diese JVA ermöglicht bei bestimmten Voraussetzungen für Inhaftierte einen offenen Vollzug, in den sie nach einer Woche wechseln konnte. Im Juni 2021 wurde bekannt, dass Meike Schlecker, ebenso wie ihr Bruder, vorzeitig aus der Haft entlassen wurden.

## Persönliches
Meike Schlecker war mit dem Londoner Investmentbanker Timothy Cook verheiratet, die Trennung erfolgte im Jahre 2008. Meike Schlecker ist Mutter von zwei Kindern und seither alleinerziehend.